# Lonchotus punctatissimus
Lonchotus punctatissimus är en skalbaggsart som beskrevs av Gilbert John Arrow 1908. Lonchotus punctatissimus ingår i släktet Lonchotus och familjen Dynastidae. Inga underarter finns listade i Catalogue of Life.